# أنجيلا دونالد
أنجيلا دونالد (بالإنجليزية: Angela Donald)‏ هي لاعبة جمباز فني أسترالية، ولدت في 12 أبريل 1995.